# Эритрейская прибрежная пустыня
Эритрейская прибрежная пустыня — экорегион, протянувшийся вдоль побережья Эритреи и Джибути, граничащих с Красным морем, и охватывающий также архипелаг Себа, принадлежащий Джибути. Статус сохранности региона оценивается как стабильный, его специальный код — AT1304.
В экорегионе проживает мало людей, в основном по её территории разбросаны рыбацкие деревни.
Ландшафт является плоской равниной, лежащей ниже 200 метров над уровнем моря. Береговая линия представляет собой каменистые участки, старые коралловые рифы и пляжи.

## Климат
Климат в регионе жаркий и сухой, среднегодовое количество осадков не превышает 100 мм, хотя оно сильно варьируется от года к году. Средняя максимальная температура составляет 33 °C.

## Флора и фауна
Флору экорегиона составляют редкие травянистые степи. Среди видов растений в этих степях встречаются Acacia asak, Acacia tortilis, Aerva javanica, Cymbopogon schoenanthus, Lasiurus scindicus и Panicum turgidum. Несколько ручьёв окаймлены мангровыми зарослями: Avicénnia marína, Ceriops tagal и Rhizophora mucronata.
Каждую осень берега региона становятся местом миграций хищных птиц. Встречаются популяции газели-доркас, сомалийской газели и горного дикдика. Среди рептилий встречается змея Atractaspis leucomelas, сцинк Chalcides ragazzii, и геккон Hemidactylus flaviviridis.
Угрозу для флоры и фауны в регионе представляют браконьерский отлов газелей, морских черепах и гнездящихся птиц, а также модернизация дороги Эритрея — Джибути.